# Маурицијус на Светском првенству у атлетици на отвореном 2022.
Маурицијус је учествовао на 18. Светском првенству у атлетици на отвореном 2022. одржаном у Јуџину  од 15. до 25. јула осамнаести пут, односно учествовао је на свим првенствима до данас. Репрезентацију Маурицијуса представљао је један атлетичар који се такмичио у трци на 110 метара препоне. , 
На овом првенству представник Маурицијуса није освојио ниједну медаљу нити је остварио неки резултат.

## Учесници
Мушкарци :
- Џереми Ларародеуз — 110 м препоне

## Резултати

### Мушкарци
| Атлетичар         | Дисциплина    | Лични рекорд | Квалификације | Квалификације | Полуфинале           | Полуфинале           | Финале               | Финале       | Детаљи |
| Атлетичар         | Дисциплина    | Лични рекорд | Резултат      | Место         | Резултат             | Место                | Резултат             | Место        | Детаљи |
| ----------------- | ------------- | ------------ | ------------- | ------------- | -------------------- | -------------------- | -------------------- | ------------ | ------ |
| Џереми Ларародеуз | 110 м препоне | 13,70        | 14,19         | 8. гр. 1      | Није се квалификовао | Није се квалификовао | Није се квалификовао | 37 / 38 (40) |        |